# Везивање стопала
Везивање стопала (трад. кин. 纏足, упрошћ. кин. 缠足; пин'јин: chánzú) је стари кинески обичај спречавања раста стопала девојчица и младих жена. Према облику који стопало има након везивања оно се назива још и лотосово стопало, златни лотос итд. Обичај везивања стопала је јединствен обичај који је особен део традиционалног кинеског начина живота, културе и естетике. 
Тачно време у којем је обичај златног лотоса настао није познат и има више могућих извора ове праксе. Сматра се да је почела у периоду Пет династија и десет краљевстава у кругу људи вишег друштвеног статуса, а затим је наставила да буде још популарнија за време династије Сунг, када је почела да се шири кроз остале друштвене слојеве. Популарн обичај се усталио у свим слојевима, сем у најсиромашнјим и међу сељаштвом где су жене морале да имају стопала способна за физички рад на пољу. Први покушај забране обичаја био је 1664. године од стране цара Кангсија, али узалудно, јер се обичај још више проширио међу женама. Следећи напори ради искорењавања обичаја били су у 19. веку, но обичај је званично престао да буде практикован у првој половини 20. века.
У 16. и 17. веку јављају мушкарци, највероватније хомосексуалци који су припадали глумачким и вишим круговима друштва који су имали везана стопала, најчешће дужине око 15 цм и ширине 5 цм.

### Процес везивања стопала
Када девојчице дођу у фазу да разумеју обичаје и буду довољно одрасле да истрпе бол, као и када им је по учењу традицоиналне кинеске медицине примарна животна енергија 气 (пин'јин: qì ) на врхунцу струјања кроз тело (између пете и осме године), тада им се везују стопала која ће добити облик лотосовог цвета – будистичког, таоистичког и хиндуистичког симбола.
Услови у којима је живела кинеска жена у традиционалном друштву и њена потчињеност мушкарцу били су једни од услова који су укорењавању обичаја. С обзиром на то да су у почетку само жене из имућнијих породица везивале стопала, обичај на почетку није био широко популаран и везано стопало је тада било симбол моћи и раскоши. Њиме је жена себе поштеђивала рада, а касније, када је ова пракса дошла до свих слојева друштва, везано стопало је добило естетске и еротичне оквире сматрајући се идеалом лепоте жене. Још у раном детињству девојчице су биле припремане на болан и дугогодишњи процес ломљења костију и кидања мишића. Постојало је више врста подвезаних стопала у зависности од нивоа деформитета, и као такво, стопало је било продукт ручног рада са разним значењима. Била су организована и такмичења везаних стопала, а победница у овој врсти надметања добијала би већи престиж. Обичај је био неравномерно распрострањен кроз време у различитим деловима Кине. 
Негде су стопала везивана тек са тринаест или четрнает година, међутим сматрало се да је шеста година најбоља за увијање, јер се хрскавица састоји већим делом од воде па је стопало на врхунцу савитљивости. Прво везивање стопала је посебан чин који се одвијао у тзв. женским одајама. Мајка је често била присутна са баком, а неретко се дешавало да је да је ту била и жена чија је професија била везивање стопала. Најповољније време за прво везивање била је јесен, зато што су се тада стопала мање знојила, а хладно време је у некој мери помагало девојчици да превазиђе болове. Двадесет четврти дан осмог лунарног месеца се сматрао најповољнијим даном за почетак. Веровало се да су на овај дан кости стопала најмеканија, а самим тим лака за обликовање. У Суџоу се овај дан славио као рођендан Богиње малих стопала, којој су се жене молиле како би њиховим кћеркама дала гипкост стопалима. Такође се и деветнаести дан другог лунарног месеца сматрао погодним за везивање, а на тај дан слављен је рођендан бодисатве Гуанјин. 
Да би везивање било успешно, веровало се да треба направити пар црвених ципелица са посебним везом који има симболичну функцију. Дужина им је варирала од 3 до 5 центиметара. Црвена боја симболизује срећу и радост, а материјал би био најквалитетнији који би породица могла да приушти. Вече пред прво везивање мајка би носила ципелице на олтар богиње Гунанјин, окружене свећама и воћем, као и посебно направљеним кнедлама јер се веровало да приликом једења ових кнедли стопало постаје меко, па се због тога користи назив „црвена кнедласта стопала“ за здрава, а за лоше везана стопала користи се назив „пиринчане кнедле“.
Процес везивања почиње потапањем стопала у врућу воду, где се налазило лековито корење, лековите траве, самлевени бадеми, тамјан, дудов корен, танин, па чак и урин. Ови састојци су стављани ради омекшавања коже и бржег зарастања. Рецепти за опуштање стопала су се преносили с колена на колено. Један од рецепата био је и да се мајмунске кости кувају у води, а девојчица која би предуго држала ноге у оваквој води, имала би до те мере омекшана стопала да не би могла да хода. Један од поступака за омекшавање било је и потапање ногу у топлу крв свеже убијене животиње, најчешће кокошке или јагњета, где би остала два сата, а после би - још лепљива од крви - била повезана. Овакав обичај везивања најчешће је виђен у провинцији Шанси, посебно у оласти Датонг.
„Везивање би било започето савијањем свих прстију осим палца испод табана. Завој је преко горњег дела стопала би обухватио ове прсте и чврсто их приближио табану. Палац се није приближавао задњем делу стопала, већ се благо савијао нагоре и уназад, према годишту будућег лотоса. Прешавши преко средишњег, унутрашњег дела, завој би обмотао палац, спустио и обмотао горњиште. Затим се, обмотавши чланак, поново вратио на горњи део. Од унутрашње стране, вратио се уназад и обмотао пету, чиме је започет процес приближавања задњег предњем делу стопала. Везивање се обављао у осам потеза, при чему се завој око предњег дела обично обмотава два, а око пете три пута. Како би стопало изгледало као лотос, морају се савијати, истезати и затезати лигаменти и тетиве како би се променио положај костију. Након целог процеса, долази до скраћивања стопала, преоблоковање табана и редуковање ширине табана.”
Одвезивање и поновно везивање је рађено по потреби, неко је то радио једном у два до три дана, а неко једном недељно. Стопало, које је личило на пупољак лотосовог цвета или латицу љиљана, је морало проћи кроз дугогодишњи процес иницијалног везивања. Поред свих естетских особина које се истичу и постављају у први план, реалност је нешто другачија. Иза завоја и малених ципелица, налазили су се крв, гној, жуљеви, отпало месо и карактеристичан мирис који је неке одбијао, док је за неке представљао извор еротске привлачности.

### Настанак и развој обичаја

#### Митолошки извори
Многобројни разлози за почетак ове традиције налазе се у старим причама. Постоји народна прича, препуна мотива који се могу наћи у митологијама осталих народа, о Џи Ну или Плетиљи (упрошћ. кин. 织女; пин'јин: Zhī nǚ), једној од седам кћери Бога кухиње, божанства лета, сунца и југа са воловском главом, у коју се заљубио смртник, млади кравар по имену Њу Ланг ( упрошћ. кин. 牛郎; пин'јин: Niú láng). Плетиља је у ликовној и примењеној уметности приказана као жена која тка, пошто је на небу ткала одећу за богове. Слободно време проводила је на земљи са сестрама, уживајући да се купа у рекама и језерима. Младом кравару магичина крава, бодисатва, ода тајну о божанским купачицама, те се он прикраде и украде одећу божанске ткаље без које не може да се врати на небо. Кравар се жени ткаљом, чиме и сам добија бесмртност и они три године живе срећно, све док се на небесима не осети недостатак одеће за богове и богиње, па ткаљи бива наређено да се врати. Пошто Њу Ланг пати за супругом, крава му открије тајну како може да се састане са вољеном, облачећи се у њену кожу након њене смрти. Да би њихов сусрет спречила, мајка божанске ткаље ствара Млечни пут, небеску реку која ће служити као препрека да се двоје супружника сретну, а брачни пар претвара у две звезде Млечним путем раздвојене на небу. Ткаља Џи Ну постаје Вега, а кравар Њу Ланг Алтаир. Брачном пару, ипак бива дозвољено да се сретну једном годишње, седме ноћи седмог лунарног месеца, када им од својих крила свраке и вране праве мост над Небеском реком. Пошто је мост узан, да би безбедно прешла преко ткаља повезује своја стопала свилом, не би ли лакше одржала равнотежу.

#### Псеудоисторијски извори
Нема поузданих података када се тачно почело са овом праксом, али у првом кинеском делу посвећеном обичају златног лотоса, Записима о скупљању мириса, из тридесетих година двадесетог века, наводи се прича из династије Сја (упрошћ. кин.: 夏朝; пин'јин: Xià cháo) , која је основана у 21. веку п. н. е. Оснивач династије Да Ју (упрошћ. кин.:大禹; пин'јин: Dà Yǔ) поклонио је своје срце супрузи која је имала мала, лисичја стопала и он је та стопала обожавао. Порекло њених згрчених стопала је у њеној демонској природи - она је била лисица, чији се дух отелотворио у женском телу. Постоји веровање да је последњи владар династије Шанг (упрошћ. кин.:商朝; пин'јин: Shāng cháo) из 11. века п. н. е. имао конкубину, која је у себи носила дух лисице видљив једино у њеним неочовеченим шапама. За лисице Кинези верују да су лукава и превртљива бића, чији је несташлук понекад опасан, а у конкретном случају Да Ју је послата са задатком да уништи корумпирану династију. За време династије Суи (упрошћ. кин.: 隋朝; пин'јин: Suí cháo), с краја 5. и почетка 6. века, забележен је случај да је лотосово стопало постало и буквално фатално за владара и династију, јер је у своја малена стопала омиљена царева конкубина сакрила нож и покушала да га убије док се он забављао њеним стопалима.

#### Материјални и нематеријални трагови настанка обичаја
Дворске даме династије Ђин (упрошћ. кин.: 晉朝; пин'јин: Jìncháo) (3 – 5. век нове ере) носиле су шиљате ципеле од сламе, неку врсту претече ципела за везана стопала. За време династије Суи у 6. и 7. веку поново је потврђена фаталност лотосових стопала, а Јанг Гуејфеј (упрошћ. кин. 杨贵妃; пин'јин: Yáng Guìfēi), омиљена конкубина цара Сјуен Цунга (упрошћ. кин. 唐玄宗; пин'јин: Táng xuánzōng) из 8. века, који је припадао династији Танг (упрошћ. кин.: 唐朝; пин'јин: Táng cháo), оставила је материјални доказ о својим лотосовим стопалима у виду чарапа од 7,62 цм, преосталим након њене трагичне смрти. Најпоузданији и у европској литератури најзаступљенији подаци о настанку обичаја везивања стопала потичу из 10. века, од последњег цара Јужне династије Танг, који је наредио да се у оквиру двора изгради бина у облику лотосовог цвета, висока око 189 цм, позлаћена и украшена драгуљима. На њој је, својим лотосовим стопалима, која је пре наступа завијала по захтеву цара, плесала царева омиљена конкубина, како је песнички записано, налик вихору који се издизао изнадводе. Исти поетски извор наводи и да је то био и физички напор, па су гледаоци осећали узбуђујућу узнемиреност док је покушавала да стоји и плеше на тако малој подлози. Угњеждена у цвету лотоса она је имитирала облик полумесеца стопалима завијеним свиленим тракама. Играла је у својим белим чарапама на лотосовом цвету правећи пируете, а широки рукави њених хаљина су лепршали попут облака док се окретала. Тада стопала још нису ломљена, него су нежно подвезивана свиленим тракама. Иако се не зна да ли је Јао Нианг историјска личност, сасвим је извесно да је постојао већи број конкубина са лотосовим стопалима, које су својим луксузним животом популарисале у високим круговима овај обичај и он је најкасније постао пракса у интервалу између династија Танг и Сунг, односно од средине 10. до најкасније последње трећине 13. века.

#### Статусни симбол високих кругова и потчињеност жене
Лотосова стопала су сасвим сигурно од средине 14. до средине 17. века постала статусни симбол жена из високих друштвених кругова и то је трајало све до модернизације и реформе Кине крајем 19. и почетком 20. века. Током династије Минг (упрошћ. кин.: 明朝; пин'јин: Míng cháo) (14 -17. век) обичај се проширио и у ниже класе, јер су стопала пружала могућност женама из сиромашних слојева да се добро удају и пређу у вишу класу. Важно је напоменути да је хијерархија женског напредовања везана искључиво за приватну сферу, престиж унутар породице, као облик лепоте важнији и од лепоте лица, у којој је могао да ужива само женин господар. Од жене из високих кругова није се очекивало да ради, па самим тим ни да се пуно креће, она је постојала ради задовољства свог господара и требало је да му угађа, што је овај обичај на више нивоа подржавао. Идеал малих ногу повезивао се са врлином остајања у кући, јер жене нису могле самостално да прелазе већа растојања без пратње. Временом је то прерасло у врлину, јер богате жене нису напуштале кућу и нису имале прилику да буду неверне својим мужевима. Углавном су седеле, па су подвезана стопала указивала на њихов високи положај и статус, јер нису ни у кући биле у стању да се баве захтевнијим физичким пословима. Кућу су напуштале искључиво у носиљкама, са свих страна заклоњене тканином. Беспомоћни покрети оваквих жена, изазивали су заштитничка осећања у мушкарцима, па су индиректно подстицала њихову мушкост. Директна зависност жене од мушкарца успостављена је преко физичке зависности и немоћи жене, а подређеност мужевима преко начина живота и примораности на верност.

#### Златни лотос као модни тренд
Историјски гледано, узраст у коме се практично примењивао обичај подвезивања стопала варира. Најчешће је то био узраст од 6 година, али има примера да се то у неким раздобљима и деловима Кине спроводило тек са 14 година, или чак са 3 године. Такође и мере које се сматрају идеалним када је у питању величина стопала мењају се од епохе до епохе. Везани, деформисани лотос, обликован да личи на млад месечев срп, у династији Минг износи 7,62 цм, а у династији Сунг 10,16 цм, док је стопало уско и мало, али никако зашиљено и савијено попут српа. Од средине 17. до двадесетих година 20. века стандардна дужина је 7,62 цм, при чему су забележени и такви случајеви да су стопала била толико ситна да су могла да стану на тацну шоље за чај. Чини се да су везана стопала постојала и као облик отпора и бунта против власти, јер су била најпопуларнија током династије Ћинг (упрошћ. кин.: 清朝; пин'јин: Qīng Cháo), од 17. до 20. века, када је и почела борба за укидање овог обичаја. Забележено је и да су се према величини стопала она могла звати гвозденим, сребрним или златним стопалима. Златна су била она најмања. 

#### Прве критике обичаја
Прве критике овог обичаја забележене су током 17. века . Критике су биле део политичке борбе са другим претендентима на престо који су подржавали овај обичај, па када су манџурске или монголске династије владале Кином од 17 до 20. века повремено је долазило до забране. На почетку владавине династије Ћинг, 1662. године издат је царски указ којим се забрањује подвезивање стопала и предвиђа казна за оне који ову наредбу не поштују. Како је наредба довела до немира међу породицама које су се међусобно тужиле, укинута је 1668. године. У 18. веку се јавља интелектуални покрет који се на разним пољима бори против ове праксе, а обичај везивања стопала се током 19. века у редовима писаца, песника и научника тумачи као симбол насилништва, ружноће и непросвећености народа, па се може на почетку тумачити као просветитељски покрет. Свој највећи домет покрет против сакаћења женских стопала остварио је у поезији и прози. 

#### Женска еманципација и златни лотос
Занимљиво је да се поред мушких гласова у оквиру књижевности 18. века којом се традиција златног лотоса критикује, од којих је најпознатији романескни Цветови у огледалу, Ли Жуџена (упрошћ. кин.: 李汝珍; пин'јин: Lǐ rǔzhēn) и Цао Сјуећинов (упрошћ. кин.: 曹雪芹; пин'јин: Cáoxuěqín) Сан у црвеној соби, у овим интелектуалном покрету појављују и гласови жена, данас именом непознатих песникиња, које кроз поезију критикују обичај као нешто што су у старини могли да измисле само мушкарци достојни презира. Оно што је заједничко писцима оба пола је да се кроз критику традиционалног обичаја остварује прва еманципација женских права у Кини, јер се ти романи баве или женском побуном, или, још драстичније, стављањем мушкараца у улогу у којој су њихова тела мучена подвезивањем. Посебно је међу нижим слојевима био раширена водвиљска форма певајуће и говорне представе. Њу су нарочито волеле жене, њима се и обраћала. Најважнија ауторка овог литерарног жанра је Chen Duanseng (упрошћ. кин.: 陈端生; пин'јин: Chénduānshēng) која пише водвиљ Судбина следећег живота. Јунакиња овог перформанса маскира своја стопала, прерушава се у мушкарца и постаје премијер и учењак на двору. Тиме показује како се без одлика пола, скривањем својих малих стопала као симбола женске потчињености, жена на друштвеној лествици може попети високо као и мушкарац. Елементи комике нарочито су присутни у језику и његовој маскулинизацији, а разликовање стварног пола могуће је једино преко откривања изгледа њених стопала. На крају перформанса јунакиња покушава да исправи историјску неправду тако што поступком инверзије, ослањајући се на најпознатији историјски симбол настанка златног лотоса, гради плесну позорницу на којој су симболи јина и јанга као женски и мушки у обрнутом поретку, јер женски феникс лети изнад мушког змаја, што се симболички може тумачити на више начина. Тако је кроз књижевност, а преко мотива златног лотоса, жена изједначена са мушкарцем по својим способностима и могућностима да се друштвено и интелектуално докаже.

#### Политизација лотосових стопала и реформа кинеског душтва
Горепоменута интелектуална револуција с краја 19. и почетка 20. века била је део широких културних, економских и политичких реформи повезаних са продором западних идеологија у Кину, индустријализацијом, одбацивањем феудалне пољопривреде и усвајањем нових полних вредности по којима жена више није само кућаница која тка, а мушкарац господар који обрађује земљу. Златни лотос постаје основни начин борбе против старе, а за нову Кину. Интелектуалну револуцију у односу према подвезивању стопала заступали су и научници, међу којима се истичу Канг Јоувеј (упрошћ. кин.: 康有为; пин'јин: Kāngyǒuwéi), Лианг Ћичао (упрошћ. кин.:梁啟超 ; пин'јин: Liángqǐchāo), Тан Ситонг (упрошћ. кин.: 谭嗣同; пин'јин: Tánsìtóng) и Јан Фу (упрошћ. кин.: 严复; пин'јин: Yán Fù), којима се придружују хришћанске мисионарске организације и странкиње које годинама живе у Кини. Заједно се боре да се обичај подвезивања законом забрани. Напоредо са формирањем законске регулативе, ради се на едукацији становништва. Истиче се лепота и функционалност природног женског стопала, које сад има здрава, интелигентна и равноправна жена, а предочене су све муке, наказности, штетност и непотребност подвезивања стопала, врло често и демонстрацијом пред публиком, у којој су се женама са подвезаним стопалима ругали као застарелим и необразованим. Тиме је златно стопало искоришћено у политичке сврхе, а жене које су припадале тој традицији јавно су деградиране и представљане готово као наказе и жртве једног негативног друштвеног система. У најгорим пропагандним случајевима кости стопала су поново ломљени женама да би се стопало вратило у првобитно стање.
Жене са деформисаним стопалима, предодређене су за пасиван живот и слабо кретање, и заиста нису физички биле у стању да постану радна снага у оквиру индустријализације. Тиме се традиција лотосових стопала испречила економској политици и развоју државе која је женама сада наметала нову, другачију друштвено пожељну улогу. Поред овога, куповина специјалних завоја и начин живота који су изискивала подвезана стопала, како су одувек била повезана са материјалним благостањем, тако су и сада захтевала знатна новчана средства, којих детронизоване власнице лотосових стопала више нису имале. Декрет против везивања стопала издат је непосредно након Боксерског устанка 1900, и укинут 1902. Године 1911. Република Кина је забранила везивање, а 1930. забележено је да је тај обичај у опадању. Народна Република Кина 1949. год. укида обичај променама у начину живота жене. Последња фабрика која се бавила искључиво производњом ципела за лотосова стопала затворена је 1988. године. Ове околности су довеле и до гашења обичаја. Услови живота нове кинеске жене наметнули судругачије критеријуме омиљености и престижа.

### Врсте везаних стопала
Подвезана стопала су била толико популарна да су се писале и студије о њима. У осамнаестом веку Фанг Сјун написао је пар есеја на тему љиљанових стопала. Класификације квалитета мирисних лотоса један је од најранијих радова са оваквом темом, а Зборник златне баште представља колекцију пословица и изрека које су Кинези користили а тичу се стопала. Друга два есеја анализирају заводљиве еротске игре у којима лотосова ципела игра врло важну улогу. 
На основу нивоа модификације стопала, Фанг Сјун их је издвојио у 58 типова који су распоређени у 5 основних група: латица лотоса, млад месец, хармонични лук, бамбусова младица и водени кестен. 
Група стила лотос обухвата 18 примера могућег изгледа стопала, од којих се издвајају:
- Латице лотосовог цвета са свих страна – савршено уска и шиљаста стопала дужине 7-10 cm;
- Цвет лотоса са свиленим странама – исправно везано стопало које је дуже за око 2,5 cm;
- Дуг и вијугав лотос – стопала која личе на бамбусову младицу, доста су уска и дуга, понекад чак и премршава;
- Лотос са једим листом – стопала чији су табани узани и равни;
- Лотос Будине главе – горњи делови су им обли и повијени као пунђа на глави припадника племена;
- Лотос који пробада срце – стопала која су била у ципелицама које имају потпетицу;
- Дупли цветови – прсти су им извијени према спољашности;
- Испреплетана срца – стопала чије су пете наборане;
- Лотос бунара од жада – природно стопало које се сакривало у зашиљеној сандали да би личило на подвезано.

И многе друге врсте стопала.
- Пар ципелица за увијена стопала
- Ципелице 1
- Ципелице 2
- Ципелице 3
- Ципелице 4
- Ципелице 5

### Естетска и еротска симболика
Сматра се да је једна девојка, поред тога што је била домишљата и привлачна, владара освојила управо својим лотосовим стопалима, која су била скривена испод слојева платна. По угледу на ову причу и друге жене, верујући да ће својим стопалима привући владара, почињу са праксом подвезивања стопала.
 У том смислу подвезано стопало постаје симбол неодољиве сексуалне привлачности којој се кинески мушкарац потчињава, а у једном дубоко патријархалном друштву то женама пружа наду да ће и саме постати фаталне, као и јунакиње из митова и псеудоисторијских прича. Често се пропадање династија везивало за веровање да је на двору царева који су губили власт постојала омиљена конкубина малих стопала. У овом изговору за пропаст, данас се сматра да је сакривен огроман страх патријархата од женске сексуалности. Са друге стране, занимљив је податак да је учењак из династије Минг (1368—1644) Ћу Ђуси сматрао да би се ратнички дух освајачких племена могао сломити обичајем подвезивања стопала, чиме би племена постала попустљива и лења. Да су лотосова стопала афродизијачко средсто са магичном моћи немогућег проналазимо у причи са двора династија Ћин (221 - 206. п. н. е.) и Хан (206. п. н. е. – 220. н.е.) где импотентним царевима миловање лотосових стопала омиљене конкубине враћа сексуалну моћ. Не би ли постале важне својим господарима, жене из добростојећих кућа почињу у неком историјском тенутку да практикују подвезивање стопала као део женске естетике.
Постоје бројни постулати и оправдања за овај обичај. У древној кинеској сексологији, стопала не само да су била предмет обожавања, већ су сматрана идеалом лепоте, а била су и симбол плодности. Када се девојчицама вежу стопала она постаје свесна своје женскости у друштву. Кинези су сматрали да се спајањем табана ствара специфична врста задовољства која је састављена од сексуалне енергије - виталном силом трансформације. Дефинисано стопало сматрано је најинтимнијим делом тела, те је било и најмистериознији део јер су га мушарци јако ретко виђали без повеза и обуће. Уједно, био је и симбол за женски сексепил. Да би стопало које је увезано било одговарајуће, морало је да испуњава следеће услове. Морало је да буде што мање, пуније, мекше, испупчено и зашиљено. Регуларно развијена стопала сматрана су вулгарним, ружним и непривлачним. Процес настајања уметничког дела изједначиван је и са процесом трансформисања обичног стопала у златно стопало. Било је мета многих погледа те постоје и различите интерпретације о стопалу. Повезиван је пре свега са полним органима и толико је био утицао на мушкарце да су га поистовећивали са гениталијама. Голо и одвезано личило је на женске гениталије где би дубока бразда по средини стопала представљала вагину, док обувено и са обућом добија фалусну конотацију те личи на мушке гениталије. Симулирањем гениталија, оно је јако привлачило супротни пол. Поред гениталија, повезивано је и са обликом љуте папричице, воденим кестеном, кукастим предметима, па чак и четкицом за писање. 
Посебна ствар која је привлачила пажњу јесте специфичан ход који је резултат редуковања стопала. Ход је остављао утисак елеганције, стрпљења, нежности и женствености, те је изгледало као да лебде. Пошто су мушкарци били опијени ходом, жене су намерно ушивале звонца на ципелице како би још више скретале пажњу. У кинеској књижевности је настала и метафора лебдење на води/облацима која описује жену која отежано хода. При ходу, сва тежина и равнотежа биле су усмерене ка петама при чему су се карлица и груди више истицале. Стопало је наравно нашло своје место у еротској литератури. 
У контексту фетишистичке парафилије, сексуални нагон покренуо би и поглед на малу црвену ципелицу која је била шивена за увезана стопала, која би вирила из кревета, док је додиривање стопала било предигра у полном односу, те се дешавало и да мушкарци краду женама ципелице услед неодољиве жеље за њим. Међутим, ово се лоше одражавало на жене јер су оне тада губиле претходни углед. Током самог полног односа, најомиљеније позиције мирисног љиљана биле су у рукама, на раменима, а у сваковневном животу то су била љуљашка, међу покривачима, под снегом, испод заклона, ограде или завесе. Женски свет је њиме манипулисао мушакрце.
Овај обичај имао је своје место и у борделима виших класа, чајџиницам и кућама вина. Ту су гости волели да виде мало стопало, док су можда западнијим културама су лепо лице или веће груди биле главне привлачне тачке. Ти бордели имали су своје устаљене игрице. Забављачице у борделима, које су неретко повезиване са јапанским гејшама и грчким хетерама, имале су обичај да умоче врх своје ципелице у пиће које ће касније неки мушкарац попити. Постојале су и многе друге игре. Познатија од њих, која вуче корене из династије Сунг, имала је своја одређена правила. Она која је имала најмања и најлепша стопала имала је задатак да се изује и да своју обућу одложи у чашу, и лавор. Тако би стала испред муштерија који би убацивали зрневље пасуља или осталог поврћа у чашу и лавор. Уколико би промашили након 5 предвиђених покушаја, боса забављчица би одређивала казне сваком од њих. Звезда падалица био је термин за први погодак, а пет узастопних погодака називали су пет перли. Праћена алкохолом, игра је трајала дуго, а казне су биле свирање, певање и др. 
Подвезана стопала сматрана су еротичним, а постоје и приручници за секс из времена династије Ћинг који су предлагали 48 различитих начина за игру са њиховим ногама. Иако су женска стопала излуђивала мушку машту, неки мушкарци их никада нису видели без завоја. Разлог за то је и једна изјава да таква женска стопала без ципеле заувек униште сваки осећај лепоте и узбуђења.